# Saison 2015 de l'équipe cycliste Velocio-SRAM
La saison 2015 de l'équipe Velocio-SRAM est la quatorzième de la formation si on considère que la structure remonte à la T-Mobile de 2002. L'équipe, auparavant soutenue par Specialized et Lululemon Athletica, a trouvé un nouveau partenaire principal avec le fabricant de pièces détachées pour bicyclettes SRAM. Niveau recrutement, la Biélorusse Alena Amialiusik, numéro dix mondial et au profil complet, la sprinteuse italienne Barbara Guarischi et la spécialiste de la piste et du contre-la-montre allemande Mieke Kröger rejoignent l'équipe. À l'inverse, l'ancienne leader Evelyn Stevens, Chantal Blaak, Carmen Small et Ally Stacher la quittent.
À l'exception de Tiffany Cromwell, chacune des membres de l'équipe remporte au moins une course UCI. Lisa Brennauer est la leader de l'équipe et remporte plusieurs courses à étapes grâce à ses qualités en contre-la-montre : Energiewacht Tour, The Women's Tour et Boels Ladies Tour. Trixi Worrack gagne le Tour de Californie et le titre national allemand sur route. Barbara Guarischi remporte la manche de Coupe du monde du Tour de Bochum et une étape du Tour d'Italie. Tayler Wiles s'impose sur Tour de l'Ardèche. Karol-Ann Canuel devient championne du Canada du contre-la-montre. Loren Rowney gagne une étape du Trophée d'Or et une de la Route de France. Alena Amialiusik conserve ses deux titres nationaux et se montre régulière sur les épreuves de la Coupe du monde et en termine septième. Enfin, Élise Delzenne gagne Dwars door de Westhoek et trois titres nationaux sur piste. La formation conserve son titre en contre-la-montre par équipes. Elle est cinquième de la Coupe du monde et quatrième du classement UCI.

## Préparation de la saison

### Partenaires et matériel de l'équipe

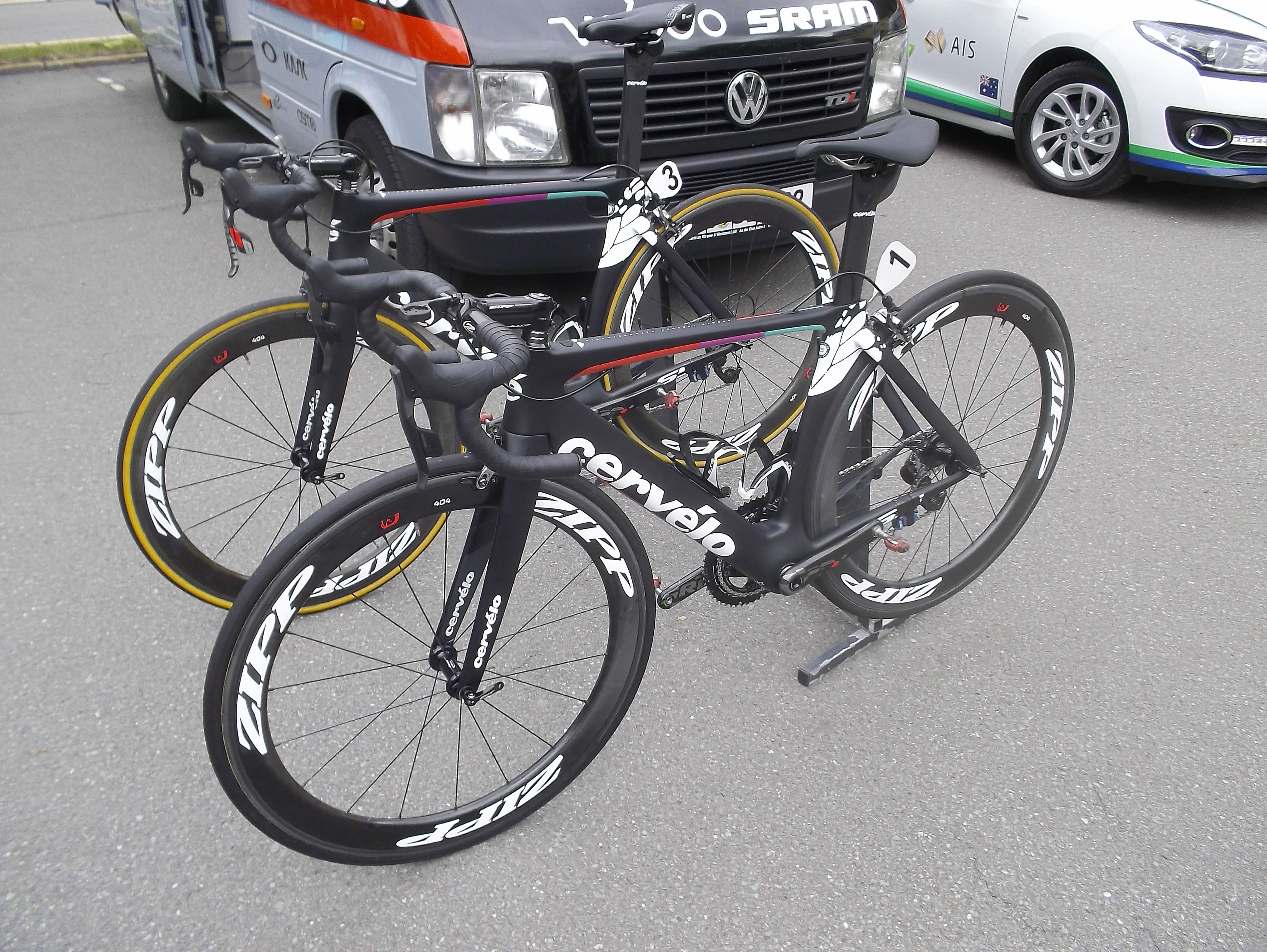
Vélos de route de l'équipe

Mi-2014, à la suite des retraits des deux précédents partenaires, qui rejoignent en fait l'équipe Boels Dolmans, l'équipe annonce qu'elle recherche des fonds afin de pouvoir continuer. Elle lance un projet de financement participatif nommé Project X, qui rapporte finalement un peu plus de 100 000 dollars américains et permet de mesurer la popularité de l'équipe,,. En 2015, le fabricant de pièces détachées pour bicyclettes SRAM, déjà partenaire de l'équipe depuis 2013, devient le principal soutien au côté de Velocio Apparel,.
Les vélos sont fournis par le fabricant canadien Cervélo. Ils sont équipés de roues Zipp et de capteurs de puissance Quarq.

### Arrivées et départs

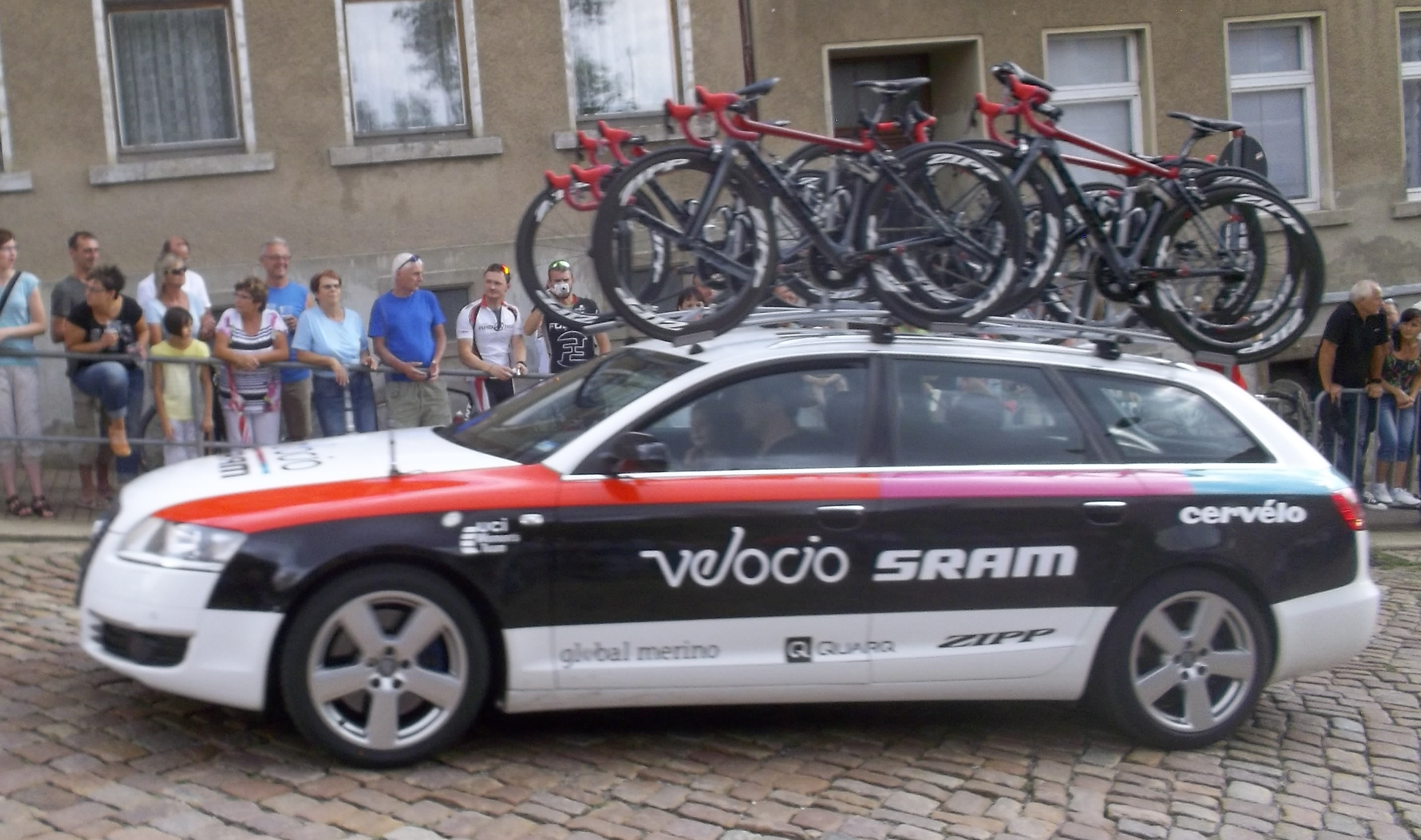
Voiture de l'équipe

Le stage de début d'année a lieu en décembre aux Canaries, à Lanzarote.
L'équipe recrute la Biélorusse Alena Amialiusik, à la fois bonne grimpeuse et bonne rouleuse, numéro dix mondial en 2014 et notamment deuxième de la Route de France. La sprinteuse italienne Barbara Guarischi, vainqueur d'une étape sur cette même Route de France et l'Allemande Mieke Kröger, à la fois championne d'Europe de poursuite espoirs et championne d'Europe du contre-la-montre en 2014, sont les deux autres recrues,.
Au niveau des départs, Evelyn Stevens, vainqueur de la Flèche wallonne et de la Route de France 2012, ainsi que Chantal Blaak, neuvième de la coupe du monde 2014, vont rejoindre l'équipe Boels Dolmans. Les Américaines Carmen Small et Ally Stacher ne font également plus partie de l'effectif.
| Arrivées          | Équipe 2014            |
| ----------------- | ---------------------- |
| Alena Amialiusik  | Astana BePink Womens   |
| Barbara Guarischi | Alé Cipollini          |
| Mieke Kröger      | Futurumshop.nl-Zannata |

| Départs        | Équipe 2015                    |
| -------------- | ------------------------------ |
| Chantal Blaak  | Boels Dolmans                  |
| Carmen Small   | Twenty16-Sho-Air               |
| Ally Stacher   | Optum-Kelly Benefit Strategies |
| Evelyn Stevens | Boels Dolmans                  |

## Effectif et encadrement

### Effectif
| Cycliste          | Date de naissance | Nationalité | Équipe 2014            |  |
| ----------------- | ----------------- | ----------- | ---------------------- |  |
| Alena Amialiusik  | 6 février 1989    | Biélorussie | Astana BePink Womens   |  |
| Lisa Brennauer    | 8 juin 1988       | Allemagne   | Specialized-Lululemon  |  |
| Karol-Ann Canuel  | 18 avril 1988     | Canada      | Specialized-Lululemon  |  |
| Tiffany Cromwell  | 6 juillet 1988    | Australie   | Specialized-Lululemon  |  |
| Élise Delzenne    | 28 janvier 1989   | France      | Specialized-Lululemon  |  |
| Barbara Guarischi | 10 février 1990   | Italie      | Alé Cipollini          |  |
| Mieke Kröger      | 18 juillet 1993   | Allemagne   | Futurumshop.nl-Zannata |  |
| Loren Rowney      | 14 octobre 1988   | Australie   | Specialized-Lululemon  |  |
| Tayler Wiles      | 20 juillet 1989   | États-Unis  | Specialized-Lululemon  |  |
| Trixi Worrack     | 28 septembre 1981 | Allemagne   | Specialized-Lululemon  |  |

### Encadrement
Les principaux membres de l'encadrement restent les mêmes qu'en 2014. Ainsi, Ronny Lauke est le directeur sportif depuis 2008. Kristy Scrymgeour dirige l'équipe depuis 2012. Beth Duryea est la soigneuse de l'équipe et joue le rôle de directrice sportive au besoin. Lars Schiffner est soigneur. Goretti Font Mas rejoint l'équipe et est physiothérapeute. Sebastian Nittke en est le mécanicien.

## Déroulement de la saison

### Janvier-février: courses de préparations
L'équipe commence la saison au Tour du Qatar. La deuxième étape est venteuse et une course de bordure se déclenche immédiatement. Trixi Worrack se trouve dans le groupe de tête et gagne le sprint du groupe derrière Ellen van Dijk, qui a fait le kilomètre. Elle devient alors troisième du classement général. Elle perd une place le lendemain à cause des bonifications. Barbara Guarischi est troisième de l'ultime étape au sprint. Au classement général final, Trixi Worrack est quatrième. Avec la sélection américaine, Tayler Wiles s'impose sur le contre-la-montre par équipes inaugural du Tour de Nouvelle-Zélande. Au sein, d'une équipe très dominatrice, elle gagne le sprint en côte de la dernière étape et inscrit ainsi son nom au palmarès.

### Mars-avril: classiques de printemps
Lors de la première classique de printemps, le Circuit Het Nieuwsblad, Tiffany Cromwell s'échappe en haut du Patersberg avec Emma Johansson, Amy Pieters, Lizzie Armitstead et Ellen van Dijk, mais elles se font reprendre. Cette dernière part avec Anna van der Breggen dans le Molenberg. Elles ne sont plus rejointes. Tiffany Cromwell sprinte pour la troisième place et finit cinquième. Trixi Worrack est neuvième. Alena Amialiusik termine ensuite septième des Strade Bianche.
Début mars, au Drentse 8 van Dwingeloo, Loren Rowney prend la bonne échappée de huit coureuses qui part à l'arrivée sur le petit circuit. Au sprint, alors qu'elle tente de remonter Giorgia Bronzini le long des barrières, un spectateur passe sa main par-dessus celles-ci et fait chuter l'Australienne. Elle se casse la clavicule sur le coup,. Au Tour de Drenthe, Lisa Brennauer suit l'attaque d'Elizabeth Armitstead dans le mont VAM, mais elles se font reprendre. Par la suite, Tiffany Cromwell part dans une échappée de quatre à dix kilomètres de l'arrivée, qui de par sa composition semble destinée à aller au bout. Le manque de coopération dans le groupe provoque un regroupement général dans le final. Au sprint, l'Australienne est sixième, Guarischi dixième.
Lors du Trofeo Alfredo Binda-Comune di Cittiglio, deuxième manche de la Coupe du monde, Alena Amialiusik termine cinquième du sprint. Au Tour des Flandres, à vingt kilomètres de la ligne, Trixi Worrack attaque avec Elisa Longo Borghini mais ce fait décrocher dans le Kruisberg au bout de quelques kilomètres. Alena Amialiusik suit le groupe de tête et se classe sixième,.
À l'Energiewacht Tour, Lisa Brennauer est troisième du prologue et Trixi Worrack est quatrième. Sur la première étape, Barbara Guarischi et Trixi Worrack finissent respectivement deuxième et troisième du sprint, devancée par Jolien D'Hoore. L'équipe s'impose ensuite sur le contre-la-montre par équipes, le premier de la saison. Trixi Worrack prend la tête du classement général. Guarischi est cinquième du sprint de l'étape suivante, ce qui lui attribue la première place du classement général. La troisième étape est venteuse et divise rapidement le peloton. À la fin de l'étape, elles ne sont plus que huit à l'avant. Dans le sprint du groupe, Lisa Brennauer finit troisième et Trixi Worrack sixième. La première s'empare du maillot jaune une seconde devant sa coéquipière. L'équipe gère sur la dernière étape, que Brennauer termine à la quatrième place. Elle remporte ainsi le tour devant Trixi Worrack. Sur la Flèche wallonne, Alena Amialiusik se classe neuvième.
Barbara Guarischi se classe ensuite troisième du Ronde van Gelderland et quatrième du circuit de Borsele, tous deux remportés par Kirsten Wild,. Lisa Brennauer finit deuxième du contre-la-montre de cette dernière course derrière Ellen van Dijk. Au Dwars door de Westhoek, Élise Delzenne s'échappe à quarante kilomètres de l'arrivée et s'impose en solitaire. C'est sa première victoire sur une course UCI.
Fin avril, l'équipe participe au Gracia Orlova. Alena Amialiusik gagne la première étape après avoir été emmenée dans la montée finale par le reste de l'équipe. La Biélorusse est troisième de l'étape suivante. Lors du contre-la-montre du lendemain, l'équipe occupe les cinq premières places, la victoire revenant à Lisa Brennauer. L'après-midi, Karol-Ann Canuel s'impose devant Alena Amialiusik. Sur la dernière étape, après une échappée de la Canadienne, Élise Delzenne attaque à quatre kilomètres du but avec Lara Vieceli puis la bat au sprint. Trixi Worrack gagne le sprint du peloton derrière. Au classement général final, Alena Amialiusik s'impose devant Trixi Worrack.

### Mai-juin

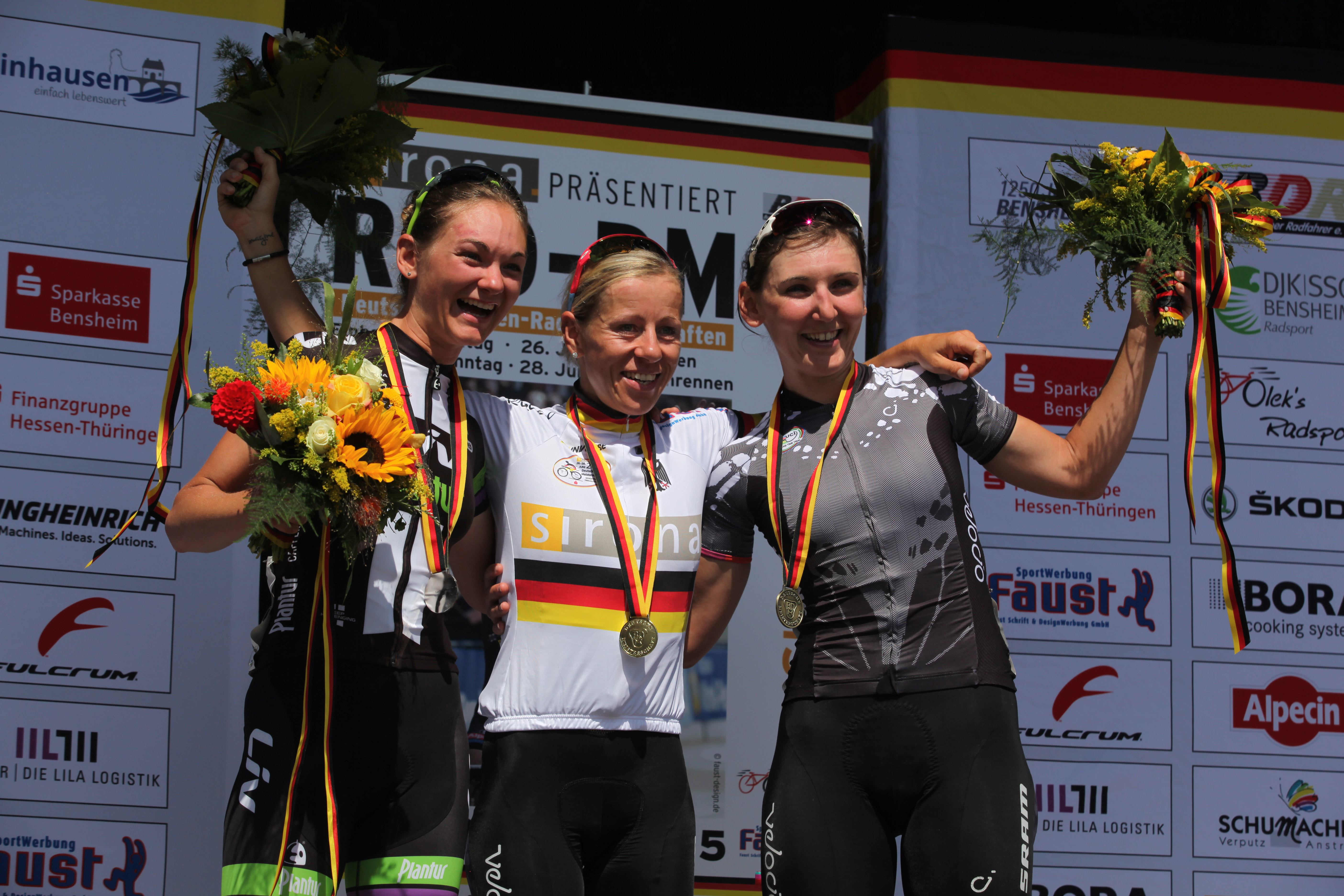
Podium des championnats d'Allemagne sur route

Au Tour de Californie, Alena Amialiusik se trouve dans le groupe de tête lors de la première étape, puis attaque dans la dernière ascension, seulement suivie par Katherine Hall. Cette dernière place un démarrage à quatre cent mètres de l'arrivée pour s'imposer. La Biélorusse est deuxième. Lors de la deuxième étape, le peloton reste groupé jusqu'à la montée finale, où Trixi Worrack se classe troisième et compte alors trois secondes de retard au classement général sur Lauren Komanski, la deuxième de l'étape. Alena Amialiusik est septième de celle-ci. Dans l'ultime étape, l'équipe fait en sorte que l'Allemande remporte tous les sprint intermédiaires, afin de récolter les bonifications qui y sont associées. Elle termine quatrième de l'étape et remporte le classement général. Aux championnats des États-Unis, Tayler Wiles termine neuvième du contre-la-montre. Sur la course en ligne, elle suit les meilleurs et se retrouve dans le groupe de quatre coureuses qui disputent la victoire. Elle termine troisième du sprint. Sur la Winston-Salem Cycling Classic, Alena Amialiusik s'échappe avec Amber Neben. Elle attaque l'Américaine dans la dernière côte et s'impose en solitaire. Au Grand Prix cycliste de Gatineau, Tiffany Cromwell se classe quatrième. Le lendemain, au Chrono Gatineau, Karol-Ann Canuel et Tayler Wiles sont respectivement deuxième et troisième derrière Carmen Small. La Philadelphia Cycling Classic se joue dans la dernière ascension du mur de Manayunk. La Biélorusse s'y classe troisième, battue par Lizzie Armitstead et Elisa Longo Borghini.
Dans un Women's Tour où toutes les étapes se terminent au sprint, Lisa Brennauer s'impose grâce aux bonifications. Elle se classe respectivement deuxième, deuxième, sixième, première et quatrième des cinq étapes du tour. L'équipe obtient ensuite de bons résultats dans les championnats nationaux avec cinq titres. Au Canada, Karol-Ann Canuel remporte le contre-la-montre en devançant Jasmin Glaesser de plus d'une minute et Leah Kirchmann de plus de deux minutes. Sur l'épreuve en ligne, elle finit dans le groupe de tête et prend la sixième place au sprint. En Allemagne, sur le contre-la-montre l'équipe monopolise le podium : Mieke Kröger devançant la tenante du titre Lisa Brennauer et Trixi Worrack. Sur la course en ligne, cette dernière s'échappe avec Claudia Lichtenberg avant de la dominer au sprint, tandis que Lisa Brennauer règle le peloton pour la troisième place. Enfin, Alena Amialiusik conserve ses deux titres en Biélorussie.

### Juillet

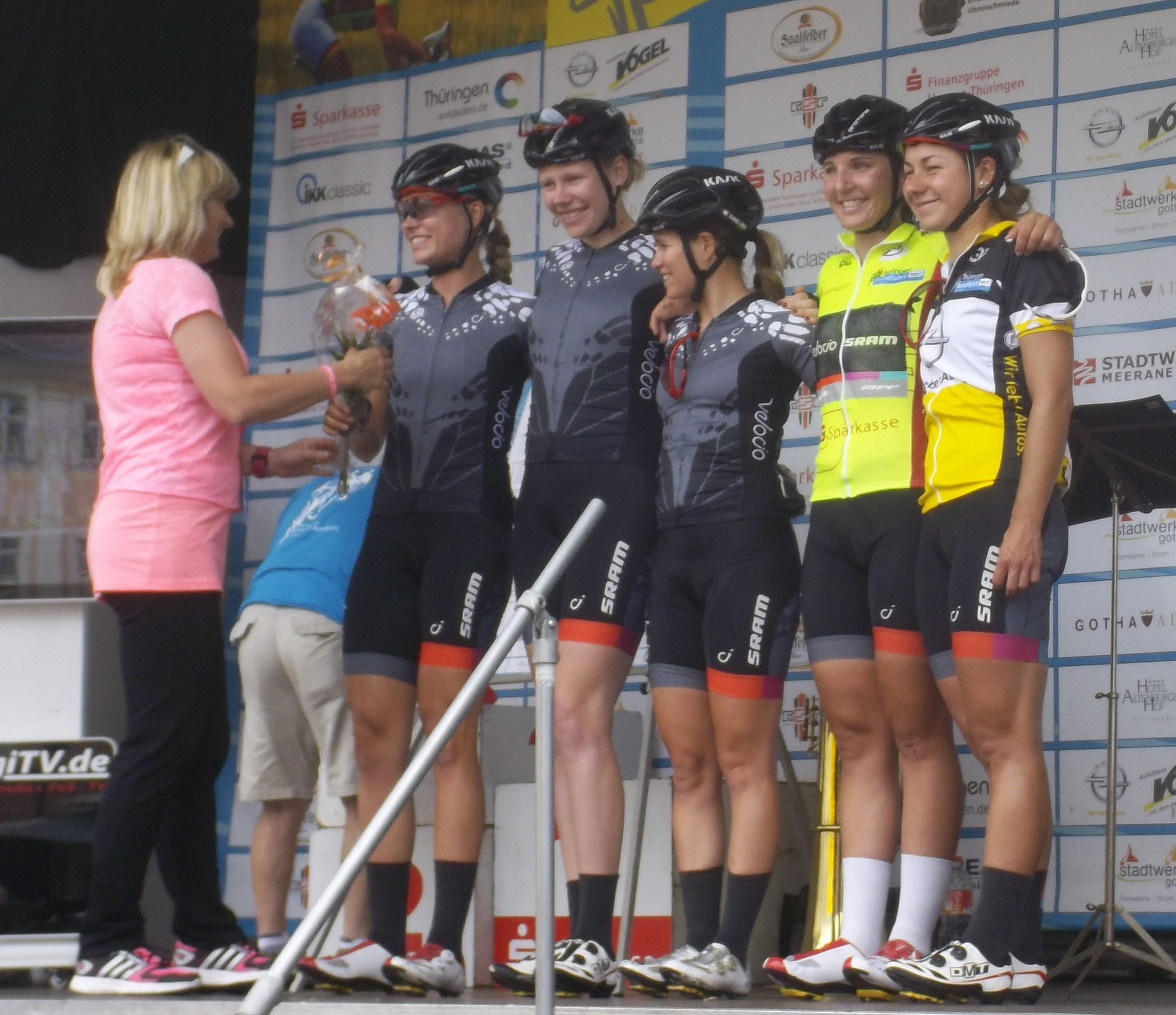
Équipe sur le Tour de Thuringe

Au Tour d'Italie, Tiffany Cromwell se classe neuvième du prologue. Barbara Guarischi s'impose au sprint lors de la première étape, l'Australienne est troisième. Karol-Ann Canuel est dans le groupe de leader sur la deuxième étape et termine cinquième. Le lendemain, Loren Rowney prend la bonne échappée et se classe quatrième du sprint. L'étape suivante se conclut au sprint, Tiffany Cromwell est quatrième, Barbara Guarischi sixième. Sur la sixième étape, Karol-Ann Canuel ne parvient pas à suivre les meilleures et accuse quatre minutes de retard à l'arrivée sur la vainqueur d'étape Mayuko Hagiwara. Elle trouve cependant les ressources pour être sixième du contre-la-montre de la septième étape. Elle termine quinzième de la dernière étape qui est une arrivée au sommet et se classe onzième du Tour d'Italie.
Mieke Kröger court aux championnats d'Europe espoirs sur piste. Elle obtient la médaille d'argent en poursuite par équipes aux côtés de Lisa Klein, Gudrun Stock et Anna Knauer.
Lors du Tour de Thuringe, Lisa Brennauer remporte la première étape au sprint. Le lendemain, Tayler Wiles prend la bonne échappée puis attaque dans la dernière côte. Elle se trouve seule à quatre kilomètres de l'arrivée, quand sa moto ouvreuse se trompe de direction, elle se fait alors doubler par ses anciennes compagnonnes de fuite. Elle termine quatrième, mais se voit remettre le maillots de la plus combative en dédommagement. Eugenia Bujak destitue Lisa Brennauer de la première place du classement général. Cette dernière la reprend cependant sur l'étape suivante en étant la plus rapide du contre-la-montre, Karol-Ann Canuel est troisième, Tayler Wiles quatrième. L'après-midi, Lisa Brennauer est troisième dans le mur de Meerane. Elle finit cinquième du sprint de la quatrième étape. Le matin de la dernière étape très vallonnée, elle est toujours en tête avec vingt secondes d'avance sur Lauren Stephens, vingt-neuf sur Lotta Lepistö, trente sur Emma Johansson et trente deux sur Amanda Spratt. Ces deux dernières multiplient les attaques et parviennent à se détacher avec l'Américaine et Karol-Ann Canuel. Emma Johansson accélère encore dans le final pour distancer Stephens, seule la Canadienne la suit et avant de la battre au sprint. La Suédoise remporte le Tour de Thuringe, Karol-Ann Canuel est deuxième, Lisa Brennauer cinquième. Élise Delzenne gagne le maillot de meilleure grimpeuse, maillot qu'elle a porté tout le long de l'épreuve.

### Août

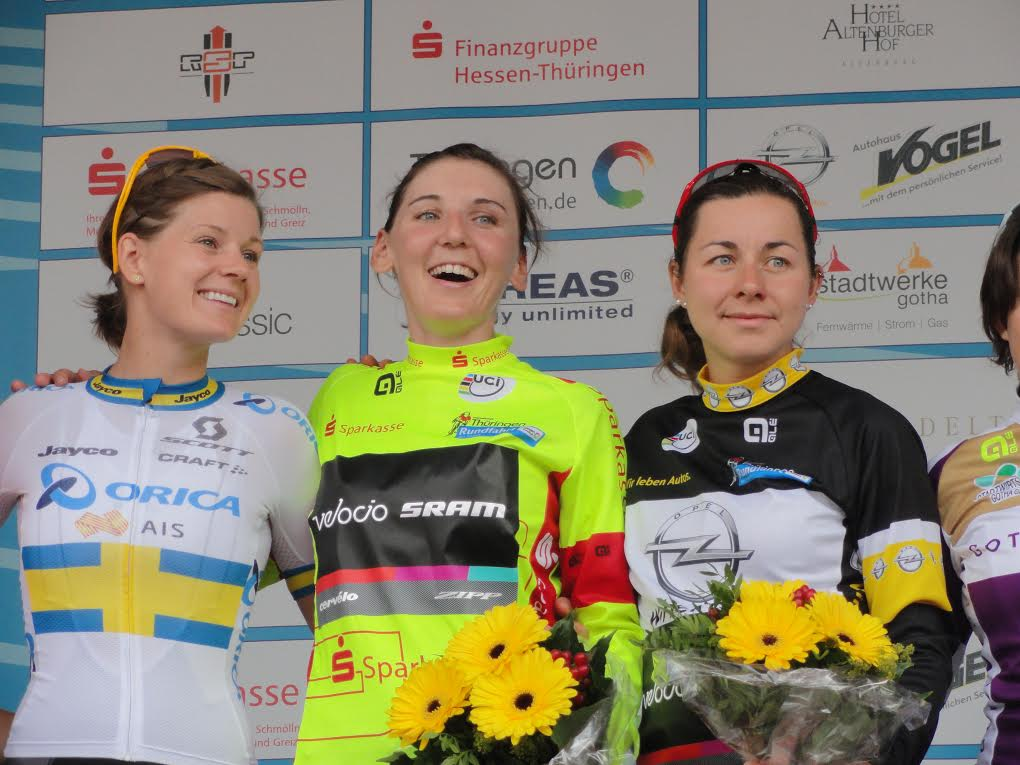
Lisa Brennauer et Élise Delzenne au Tour de Thuringe 2015

Début août, Barbara Guarischi remporte coup sur coup deux épreuves au sprint. Le samedi soir, au RideLondon Grand Prix devant Shelley Olds et Annalisa Cucinotta, puis le dimanche le Tour de Bochum, une manche de Coupe du monde, devant Lucinda Brand et Emilie Moberg alors que le groupe se disputant la victoire est réduit à vingt unités,. Le même jour, Élise Delzenne participe à l'Erondegemse Pijl, où elle s'échappe avec Thalita de Jong. Cette dernière la distance dans le dernier tour, la Française est donc deuxième.
Mieke Kröger gagne les Championnats d'Europe du contre-la-montre espoirs pour la deuxième année consécutive.
À la fin du mois, la formation termine deuxième du contre-la-montre par équipes de l'Open de Suède Vårgårda, comptant pour la Coupe du Monde. Pour rappel, Specialized-Lululemon et HTC-Highroad Women, les deux équipes dont descend la Velocio-SRAM avaient remporté les quatre dernières éditions. L'effectif au départ est composée de : Alena Amialiusik, Lisa Brennauer, Karol-Ann Canuel, Élise Delzenne, Mieke Kröger et Trixi Worrack.

### Septembre
À l'Holland Ladies Tour, Trixi Worrack est quatrième des deux premières étapes qui se terminent au sprint. Sur le contre-la-montre de la quatrième étape, Lisa Brennauer se montre la plus rapide et s'empare du maillot de leader du classement général. Trixi Worrack est quatrième, Alena Amialiusik est cinquième et Karol-Ann Canuel septième. Lisa Brennauer gagne l'étape le lendemain dans un sprint qui se joue à très peu de chose entre elle Kirsten Wild et Jolien D'Hoore. Elle se classe troisième de la dernière étape et s'assure la victoire finale. Alena Amialiusik s'adjuge le prix de la meilleure grimpeuse.
Au Tour de l'Ardèche, Tayler Wiles court sous le maillot d'une équipe mixte. Elle termine deuxième du contre-la-montre de la deuxième étape, une seconde derrière Lauren Stephens. Elle gagne l'étape le lendemain en solitaire et s'empare du maillot de leader du classement général. Elle gère les dernières étape pour remporter l'épreuve.
Aux championnats du monde, la formation remporte le contre-la-montre par équipes au terme d'une épreuve très serrée face à l'équipe Boels Dolmans qui a dans ses rangs trois anciennes membres de l'équipe Specialized-Lululemon (ancien nom de la Velocio-SRAM) championnes du monde de la discipline : Chantal Blaak, Evelyn Stevens et Ellen van Dijk. Velocio-SRAM a aligné au départ : Alena Amialiusik, Lisa Brennauer, Karol-Ann Canuel, Barbara Guarischi, Mieke Kröger et Trixi Worrack. Sur le contre-la-montre individuel, Lisa Brennauer prend la médaille de bronze, Alena Amialiusik est huitième, Trixi Worrack dixième, Karol-Ann Canuel quinzième, Mieke Kröger dix-neuvième. Lors de l'épreuve en ligne, Alena Amialiusik est une nouvelle fois huitième, en sprintant pour la victoire dans le groupe de tête, Trixi Worrack est douzième.

### Octobre
Élise Delzenne participe la semaine suivante aux championnats de France sur piste et remporte trois titres : poursuite individuelle, scratch et course aux points. En poursuite par équipes, l'équipe du Nord-pas-de-Calais est battue de 200 ms par l'équipe Poitou-Charentes.Futuroscope.86. Deux semaines plus tard, elle devient vice-championne d'Europe de la course aux points à Granges derrière la Polonaise Katarzyna Pawłowska, puis de la poursuite derrière la britannique Katie Archibald. Mieke Kröger est quatrième de cette dernière épreuve.

## Bilan de la saison
La saison de l'équipe est globalement réussie. Elle remporte un total de trente-deux victoires UCI sur la saison, soit le deuxième total de toutes les équipes professionnelles féminines derrière Wiggle Honda. Elle conserve son titre en contre-la-montre par équipes. Lisa Brennauer est l'auteur des meilleures performances : elle remporte neuf victoires dont The Women's Tour et le Boels Ladies Tour.

### Victoires

#### Sur route
| Date         | Course                                            | Pays             | Classe | Vainqueur         |
| ------------ | ------------------------------------------------- | ---------------- | ------ | ----------------- |
| 18 février   | 1re étape du Tour de Nouvelle-Zélande             | Nouvelle-Zélande | 2.2    | Tayler Wiles      |
| 21 février   | 4e étape du Tour de Nouvelle-Zélande              | Nouvelle-Zélande | 2.2    | Tayler Wiles      |
| 22 février   | Tour de Nouvelle-Zélande                          | Nouvelle-Zélande | 2.2    | Tayler Wiles      |
| 10 avril     | 2e étape secteur a de l'Energiewacht Tour         | Pays-Bas         | 2.2    | Velocio-SRAM      |
| 12 avril     | Energiewacht Tour                                 | Pays-Bas         | 2.2    | Lisa Brennauer    |
| 26 avril     | Dwars door de Westhoek                            | Belgique         | 1.1    | Élise Delzenne    |
| 30 avril     | 1re étape du Gracia Orlova                        | Tchéquie         | 2.2    | Alena Amialiusik  |
| 2 mai        | 3e étape du Gracia Orlova                         | Tchéquie         | 2.2    | Lisa Brennauer    |
| 2 mai        | 4e étape du Gracia Orlova                         | Tchéquie         | 2.2    | Karol-Ann Canuel  |
| 3 mai        | 5e étape du Gracia Orlova                         | Tchéquie         | 2.2    | Élise Delzenne    |
| 3 mai        | Gracia Orlova                                     | Tchéquie         | 2.2    | Alena Amialiusik  |
| 10 mai       | Tour de Californie                                | États-Unis       | 2.1    | Trixi Worrack     |
| 31 mai       | Winston-Salem Cycling Classic                     | États-Unis       | 1.2    | Alena Amialiusik  |
| 20 juin      | 4e étape de The Women's Tour                      | Royaume-Uni      | 2.1    | Lisa Brennauer    |
| 20 juin      | Course en ligne des Jeux européens                | Azerbaïdjan      | 0      | Alena Amialiusik  |
| 21 juin      | The Women's Tour                                  | Royaume-Uni      | 2.1    | Lisa Brennauer    |
| 26 juin      | Championnats du Canada du contre-la-montre        | Canada           | CN     | Karol-Ann Canuel  |
| 26 juin      | Championnats de Biélorussie du contre-la-montre   | Biélorussie      | CN     | Alena Amialiusik  |
| 26 juin      | Championnats d'Allemagne du contre-la-montre      | Allemagne        | CN     | Mieke Kröger      |
| 28 juin      | Championnats de Biélorussie sur route             | Biélorussie      | CN     | Alena Amialiusik  |
| 28 juin      | Championnats d'Allemagne sur route                | Allemagne        | CN     | Trixi Worrack     |
| 4 juillet    | 1re étape du Tour d'Italie                        | Italie           | 2.1    | Barbara Guarischi |
| 17 juillet   | 1re étape du Tour de Thuringe                     | Allemagne        | 2.1    | Lisa Brennauer    |
| 19 juillet   | 3e étape secteur a du Tour de Thuringe            | Allemagne        | 2.1    | Lisa Brennauer    |
| 23 juillet   | 7e étape du Tour de Thuringe                      | Allemagne        | 2.1    | Karol-Ann Canuel  |
| 2 août       | Tour de Bochum                                    | Allemagne        | CDM    | Barbara Guarischi |
| 6 août       | Championnats d'Europe du contre-la-montre espoirs | Estonie          | 9      | Mieke Kröger      |
| 13 août      | 4e étape de la Route de France                    | France           | 2.1    | Loren Rowney      |
| 26 août      | 5e étape du Trophée d'Or                          | France           | 2.2    | Loren Rowney      |
| 4 septembre  | 4e étape du Boels Ladies Tour                     | Pays-Bas         | 2.1    | Lisa Brennauer    |
| 4 septembre  | 3e étape du Tour de l'Ardèche                     | France           | 2.2    | Tayler Wiles      |
| 5 septembre  | 5e étape du Boels Ladies Tour                     | Pays-Bas         | 2.1    | Lisa Brennauer    |
| 6 septembre  | Boels Ladies Tour                                 | Pays-Bas         | 2.1    | Lisa Brennauer    |
| 7 septembre  | Tour de l'Ardèche                                 | France           | 2.2    | Tayler Wiles      |
| 20 septembre | Championnat du monde contre-la-montre par équipe  |                  | CM     | Velocio-SRAM      |

#### Sur piste
| Date        | Course                                        | Pays   | Classe | Vainqueur      |
| ----------- | --------------------------------------------- | ------ | ------ | -------------- |
| 1re octobre | Championnat de France de poursuite            | France | CN     | Élise Delzenne |
| 3 octobre   | Championnat de France du scratch              | France | CN     | Élise Delzenne |
| 4 octobre   | Championnat de France de la course aux points | France | CN     | Élise Delzenne |

### Résultats sur les courses majeures

#### Coupe du monde
| Date     | #  | Course                                   | Meilleure classée | Classement |
| -------- | -- | ---------------------------------------- | ----------------- | ---------- |
| 14 mars  | 1  | Tour de Drenthe                          | Tiffany Cromwell  | 6e         |
| 29 mars  | 2  | Trofeo Alfredo Binda-Comune di Cittiglio | Alena Amialiusik  | 5e         |
| 5 avril  | 3  | Tour des Flandres                        | Alena Amialiusik  | 6e         |
| 22 avril | 4  | Flèche wallonne                          | Alena Amialiusik  | 9e         |
| 17 mai   | 5  | Tour de l'île de Chongming               | -                 | -          |
| 7 juin   | 6  | Philadelphia Cycling Classic             | Alena Amialiusik  | 3e         |
| 2 août   | 7  | Tour de Bochum                           | Barbara Guarischi | Vainqueur  |
| 21 août  | 8  | Open de Suède Vårgårda TTT               | Velocio-SRAM      | 2e         |
| 23 août  | 9  | Open de Suède Vårgårda                   | Lisa Brennauer    | 3e         |
| 29 août  | 10 | GP de Plouay-Bretagne                    | -                 | -          |

Au classement final de la Coupe du monde, Alena Amialiusik est septième. La formation est cinquième du classement par équipes.

#### Grands tours
| Grand tour            | Tour d'Italie          |
| --------------------- | ---------------------- |
| Coureuse (classement) | Karol-Ann Canuel (11e) |
| Accessits             | 1 victoire d'étape     |

## Classement UCI
| Rang | Coureuse          | Points |
| ---- | ----------------- | ------ |
| 7    | Lisa Brennauer    | 725    |
| 11   | Alena Amialiusik  | 644    |
| 22   | Trixi Worrack     | 399    |
| 24   | Tiffany Cromwell  | 353    |
| 30   | Karol-Ann Canuel  | 288    |
| 33   | Barbara Guarischi | 259    |
| 39   | Tayler Wiles      | 210,67 |
| 57   | Élise Delzenne    | 146    |
| 126  | Loren Rowney      | 54     |
| 167  | Mieke Kröger      | 33     |

Velocio-SRAM est quatrième au classement par équipes.